# Клисура
Вижте пояснителната страница за други значения на Клисура.
Клису̀ра е град в Южна България. Той се намира в община Карлово, област Пловдив, в близост до град Копривщица. По данни на ГРАО към 15 юни 2023 г. в града живеят 913 души по настоящ адрес и 1051 души по постоянен адрес.

## География
Клисура се намира в планински район между Средна гора и Стара планина на 108 km от София, до границата между Пловдивска и Софийска област.

## История
Клисура е един от най-значимите в исторически аспект градове за България. Градът се свързва преди всичко с Априлското въстание от 1876 година, където изиграва водеща роля. Роденият в Клисура революционер Никола Караджов лично донася в града „Кървавото писмо“ на Тодор Каблешков, което обявява началото на Априлското въстание.
Клисурската местност „Зли дол“ е своеобразен паметник на културата, запазил спомените за едно от най-страшните сражения на Априлското въстание, което градът губи в неравен бой срещу жестокия поробител и бива изцяло опожарен. На 26 април многоброен башибозук, събран от Стремската долина и Казанлъшко, воден от карловския феодал Тосун бей, обхваща в клещи Клисура. По-малобройните бранители-българи не удържат атаките на турците. Над 200 от селяните, които не успяват да избягат, са зверски изклани. Жертвите са предимно жени, деца и старци. Клисурци отстъпват махала по махала, в схватките загиват въстаници, а останалите заедно с населението се оттеглят в Копривщица. П. Волов се явява с отряд копривщенци. Той събира отстъпващи клисурски бойци и атакува турската орда в тил. Но проливният дъжд мокри барута на въстаниците и техните пушки не могат да стрелят. Панайот Волов е принуден да отстъпи в Копривщица.

## Архитектура
Градът се отличава със своята възрожденска архитектура. Характерни сгради за архитектурата в Клисура са: Калъчева къща, Червенакова къща, Труфчева къща, Павурджиев хан, обект Пазарище и други.

## Религии
Жителите изповядват православно християнство.

### Православен храм „Света Богородица“
Сградата на сегашната църква е построена през 1895-а година.

## Култура
Самодейната театрална студия „20 април 1876 г.“ е създадена през 1978 година в гр. Клисура от учителя по български език, литература и френски език Веселин Илиев, родом от Пловдив. Той чрез подбор на самодейци поставя комедията „Когато чайките спят“ от Емил Манов. С тази пиеса се открива на 1 май 1978 г. новата читалищна сграда и театралния салон в нея.

## Забележителности
Обект на БТС
 77
В Клисура се намира Исторически музей, който е част от Стоте национални туристически обекта на Българския туристически съюз. В Историческия музей (с работно време: 8 – 12 и 13 – 17 ч.) има печат на БТС.
Част от Историческия музей са Павурджиевата, Козиинаровата и Червенаковата къщи.

## Редовни събития
На всеки 1 май в град Клисура се отбелязва годишнината от избухването на Априлското въстание. Програмата включва тържествен концерт-заря и възпроизвеждане на битката при Зли дол.

## Други
На Клисура е наречена улица в квартал „Хаджи Димитър“ в София (Карта).

## Личности
Много бележити личности са родени в Клисура. Сред тях са:
- Стефан Дончов – първият лесовъд с висше образование в България, завършил в Проскау, Прусия през 1876 година
- Марко Балабанов – основател на Юридическия факултет в СУ, първи външен министър на България след Освобождението
- Илия Блъсков – български писател
- Веселин Бранев – режисьор, сценарист и белетрист
- Георги Бранев – белетрист
- Нейчо Калъчев – български революционер
- Петър Бранев – художник, илюстратор, реставратор на икони
- Христо Г. Данов – български книгоиздател, книжар
- Петър Димитров – икономист и политик, министър на икономиката
- Антон Каравелов – български архитект
- Храбър Попов – български архитект, първи избран професор и първи декан на Строителния факултет в Държавната политехника
- Андон Станев – български индустриалец, основател на фондация „Елена и Андон Станеви“, безплатна трапезария за ученици в града; в подарена от него сграда днес се помещава кметството на града
- Кунчо Цветков – часовникар и филантроп
- Тодор Белмарков Попов – просветен, църковен и културен деец, уредник в историческия музей в гр. Клисура
- Никола Караджов – български революционер
- Ана Козинарова – участник в Априлското въстание от 1876 г.
- Богомил Шаренков – журналист и писател